# Вау (Папуа Нова Гвінея)
Вау — місто в провінції Моробе, Папуа Нова Гвінея. Населення становить близько 5000 осіб. Місто розташоване на висоті близько 1100 метрів над рівнем моря.
Поселення було місцем золотої лихоманки в 1920-х і 30-х роках, коли золотошукачі прибули на узбережжя в Саламауа і намагалися пройти вглиб вздовж дороги Чорного кота (англ. Black Cat Trail).
У битві при Вау в січні 1943 року австралійська армія зупинила наступ японців. Незабаром після Другої світової війни була прокладена дорога до Лае, що сприяло подальшому розвитку місцевої лісової та сільськогосподарської промисловості, які насамперед були створені для підтримки гірничодобувної промисловості. Незважаючи на те, що більша частина мінеральних запасів вичерпана, промисловий видобуток золота продовжується в Еді-Крік і на новоствореній золотій шахті Hidden Valley, якою керує Morobe Goldfields (дочірня компанія Harmony Gold, Південна Африка).
Поблизу Вау розміщена біологічна дослідницька станція — Інститут Екології Вау.

## Історія видобутку золота

### Золота лихоманка
Уперше видобуток золота було розпочато в Коранга-Крік Вільямом «Акуляче Око» Парком, ймовірно, наприкінці 1921 року. Парк і його партнер Джек Неттлтон керували таємним видобутком золота протягом дванадцяти місяців з квітня 1922 року, доки новий Указ про гірничу справу не дозволив видобувати золото легально. Відомо, що Неттлтон вивіз 6000 тройських унцій, або близько 190 кг золота в серпні 1923 року. До 1924 року лише невелика кількість шахтарів працювала на родовищі, незважаючи на те, що воно було багатим. З 1924 по 1926 рік приблизно 20 шахтарів працювали на родовищі, видобуваючи близько 200 кг золота на рік. Справжня золота лихоманка почалася в 1926 році з набагато більшими відкриттями в Еді-Крік, близ Вау. Нові відкриття посприяли появі повітряного транспорту, злітно-посадкова смуга Вау була побудована в 1927 році братами Парер, іспанцями за походженням.
У 1928 році тут працювали вже 200 шахтарів, а видобуток золота становив близько трьох тонн на рік. Приплив шахтарів часто спричиняв конфлікти з корінними народами регіону, включаючи народ біангай вздовж річки Булоло та народ ватут вздовж річки Ватут. Під час ранньої золотої лихоманки (1924–1927) старателі та перевізники, найняті з узбережжя, йшли стежками через села народу біангай. Перевізники були звинувачені у крадіжках з місцевих садів, і в результаті декількох перевізників було вбито. У відповідь шахтарі спалили село біангай і вбили трьох чоловіків та жінку.
Поява літаків зменшила потребу в лініях перевізників. У 1972 році у справі про 6000 гектарів, PNGLR 71 (19 липня 1972 року), Біангаї виграли справу по відшкодуванню золотих родовищ Моробе у Верховному суді Папуа-Нової Гвінеї, і їм було присуджено компенсацію щодо історичного продажу золота.

### Підприємства
Вільям Парк розбагатів та залишив Вау у 1926 році. Після цього були створені належним чином капіталізовані компанії. New Guinea Goldfields, Ltd (NGG) була найбільшим оператором, але було багато інших: наприклад, Koranga Gold Sluicing, Sandy Creek Gold Sluicing, Edie Creek Gold Mining Company, The Golden Deeps N.L., Upper Watut Gold Aluvials, Placer Development Limited, і так далі. У наступні роки NGG консолідувала контроль над більшою частиною запасів корисних копалин, використовуючи свій великий капітал для купівлі менших орендних угод. Підземна розробка почалася з шахти «Day Dawn» у 1931 році; ряд подібних операцій було розпочато до і після Другої світової війни. За сучасними стандартами ці шахти були дуже невеликими, найбільшою з них була шахта Upper Ridges із загальним видобутком 2,9 тонни золота за вісімнадцять років.
З 1932 по 1941 рік на шахті Golden Ridges проводився відкритий видобуток. Більшість шахт були невеликими та недовговічними; найбагатшою була шахта Golden Peaks, видобуток якої становив близько шести з половиною тонн золота між 1962 і 1977 роками. Завод Golden Peaks також переробляв руду, яку доставляли до нього канатною дорогою з нових виробок у Upper Ridges.
Компанія Bulolo Gold Dredging (BGD) розпочала свою діяльність у місті Булоло в 1932 році і відповідала за основну частину довоєнного видобутку золота: загалом близько 40 тонн. Сім із восьми земснарядів обробляли гравій долини Булоло; лише один, земснаряд № 6, працював у долині Вау. Великі операції перестали бути привабливими після Другої світової війни, частково через прив’язку ціни на золото до довоєнних цін, а останній земснаряд припинив роботу в 1965 році.

### Алювійнірозробки
На піку виробництва Morobe Goldfield мала більше всього найманих працівників на території Нової Гвінеї. 30 червня 1936 року в Моробе загалом налічувався 13 121 робітник, 6816 з яких були залучені до видобутку корисних копалин у Вау та Булоло. З 1957 року адміністрація почала видавати дозволи на шахтарські роботи жителям Папуа-Нової Гвінеї. На той час пік алювійного виробництва минув, але з цього моменту частка загального обсягу в руках місцевих жителів зросла до 80%, згідно з аналізом закупівельних записів 1975 року. Більшість шахтарів працювали і досі працюють за допомогою простих методів розроблення розсипних родовищ. Вони роблять невеликі капітальні витрати та мають обмежену здатність відкривати нові рифи. Виробництво неухильно падає з післявоєнного піку в 1953 році, оскільки дрібні шахтарі намагаються заробити на життя алювійними землями, які невпинно розробляються ще з 1920-х років.

### Лісозаготовка
Лісопилки у Вау були відкриті Роєм Хайдом у 1935 році, який прибув із дружиною, двома синами та донькою. Деревину сплавляли річкою Булоло до узбережжя, пізніше її використовували для будівництва будинків у Лае та інших поселеннях уздовж узбережжя. Корінні жителі направляли плоти до місця призначення.